# Celtis vitiensis
Celtis vitiensis är en hampväxtart som beskrevs av Albert Charles Smith. Celtis vitiensis ingår i släktet Celtis och familjen hampväxter. Inga underarter finns listade i Catalogue of Life.